# 1916
1916 (MCMXVI) var ett skottår som började en lördag i den gregorianska kalendern och ett skottår som började en fredag i den julianska kalendern.

## Händelser

### Januari
- 1 januari – I Danmark startar hembiträdenas fackförbund Husassistenternes Fagforbund egen arbetslöshetskassa [1].
- 6 januari – Storbritanniens parlament antar en lag om allmän värnplikt [2].
- 8 januari – De sista allierade trupperna retirerar från Gallipolihalvön.
- 17 januari
  - Galtströms järnbruk i Medelpad levererar sin sista järnmalm, varefter bruket läggs ner efter 253 års verksamhet.
  - Professional Golfers Association (PGA) bildas.
- 25 januari – Lars Hanson gör succé i titelrollen när August Strindbergs Gustaf III har premiär på Intima teatern [2].

### Februari

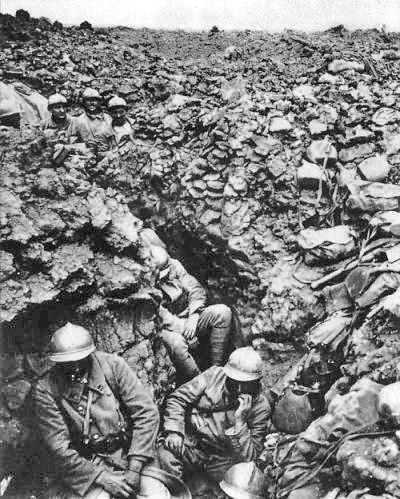
Slaget vid Verdun

- 4 februari – Tygbrist råder i Sverige under första världskriget, sedan krigsutbrottet har priserna på klädesvaror i Sverige ökat med cirka 40 % [3].
- 21 februari – Den tyska femte armén anfaller de franska befästningsanläggningarna vid Verdun [4]. Eldkastare används för första gången av tyskarna i Verdun.
- 29 februari – 40 svenska fartyg har träffats av tyska torpeder eller minor sedan september 1914, vilket kostat 128 människoliv [5] och minskat Sveriges tonnage med 50 000 bruttoton [3].
- Februari–juli – Slaget vid Verdun utkämpas med 700 000 döda, skadade eller försvunna.

### Mars
- 1 mars – Liljevalchs konsthall på Djurgården i Stockholm invigs. Det är dödsboet efter industrimannen Carl Fredrik Liljevalch  som donerat de drygt 500 000 SEK det kostat att bygga [4]. Konstahllen invigs med utställningar av Carl Larsson, Anders Zorn och Bruno Liljefors [5].
- 6 mars – Det första sprängskottet i arbetet på den svenska ostkustbanan avfyras [5] utanför Sundsvall [3].
- 9 mars – Ett hundratal mexikanska gerillasoldater under befäl av gerillaledaren Pancho Villa går över gränsen till USA och attackerar staden Columbus i New Mexico. 17 amerikaner dödas.
- 9–11 mars – De skandinaviska stats- och utrikesministrarna möts i Köpenhamn och manifesterar de tre staternas gemensamma neutralitetspolitik [4].
- 15 mars – Som svar på den mexikanska gerillaattacken mot Columbus, New Mexico den 9 mars tågar en amerikansk militärbrigad på 15 000 man under general John J. Pershings befäl på order av president Woodrow Wilson över gränsen till Mexiko för att infånga gerillaledaren Villa.
- 19 mars – Åtta Curtiss-plan lyfter från Columbus, New Mexico, i USA:s första flygsökning, in på mexikanskt territorium i sökandet efter gerillaledaren Villa. (De amerikanska styrkorna i Mexiko hemkallas i januari 1917 då president Wilson efter påtryckningar från Mexikos regering beslutar prioritera händelserna i Europa framför infångandet av Villa).
- 20 mars – Ota Benga avslutar sitt liv, efter 12 år i fångenskap. Han kidnappades 1904 i Kongo, och fördes till Amerika, där han hölls fången som en del i utställningen på Bronx Zoo.

### April

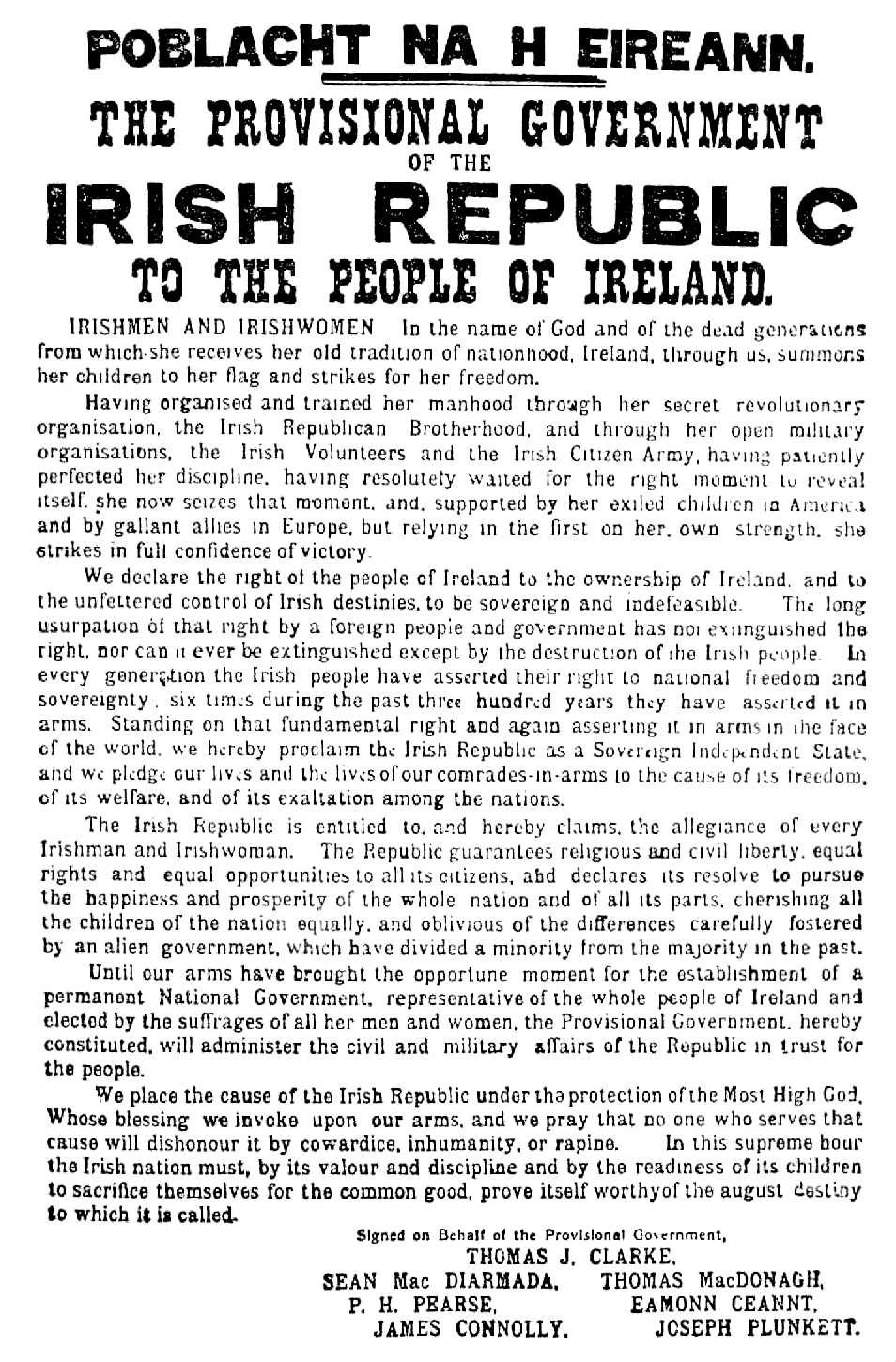
Påskupproret.

- 1 april – Bulgarien byter stil när den julianska kalendern ersätts av den gregorianska [4].
- 23 april – Stearinljusfabrikerna i Sverige ställer in produktionen på grund av brist på talk[4], vilket importeras till Sverige från England.[5].
- 24 april – Påskupproret utbryter på Irland. och organiseras av Irish Volunteers. Upproret slås ner efter sex dagars gatustrider i Dublin [4]. James Connolly leder upproret [2]. Nationalistpartiet Sinn Fein försöker med tysk hjälp att befria Irland från Storbritannien.
- April – Mot partiets vilja håller Socialdemokratiska Ungdomsförbundet i Sverige en fredskongress. Man framåller storstrejk som vägen till fred.

### Maj
- 3 maj – Zeth "Zäta" Höglund, Ivan Oljelund och Erik Hedén döms till straffarbete för sina uttalanden under en kongress där man förespråkat storstrejk som vägen till fred.
- 14 maj–30 september – Sommartid införs för första gången i Sverige, men ungefär halva befolkningen struntar i beslutet [4].
- 17 maj – Sveriges riksdag antar en enhällig neutralitetsförklaring, och samtidigt deklareras frågan om Ålands status av vital betydelse [3].
- 31 maj – Skagerackslaget, som är första världskrigets största sjöslag, äger rum.
- Maj – En österrikisk motoffensiv i Asiago tillfogar italienska styrkor 150 000 mans förluster.
- Maj
  - En svår översvämning, med extrema vattennivåer drabbar bland annat Dalarna.
  - USA skickar soldater till Dominikanska republiken för att "upprätthålla ordning" under hotande uppror [6].

### Juni
- 5 juni – Den arabiska resningen mot Osmanska riket börjar på initiativ av britten Thomas Edward Lawrence [4].
- 6 juni – Svenska flaggans dag firas för första gången i hela Sverige, bland annat på Skansen [4].
- 7 juni – Sveriges riksdag antar en lag om obligatorisk olycksfallsförsäkring i arbetslivet [4] från januari 1918 [3].
- 24 juni – Britterna inleder stort anfall vid Sommefloden [2].

### Juli
- 1 juli–26 november – Den allierade offensiven vid Somme orsakar britterna deras största förlust på en dag, då 57 000 stupar [4]. Totalt utgör förlusterna mer än 1 miljon döda, skadade eller försvunna. Här används stridsgas för första gången av brittiska styrkor.
- 8 juli – I frånvaron av olympiska spel hålls Svenska spelen med deltagare även från Norge och Danmark på Stadion i Stockholm [5].
- 29 juli – Kogrundsrännan utanför Falsterbo mineras efter tyska påtryckningar. De allierade ifrågasätter då Sveriges neutralitet [5]. Det är den enda farled de allierade kan använda genom Öresund. Samtidigt får Tysklands malmbåtar på väg från Luleå eskort av svenska flottan [3].

### Augusti

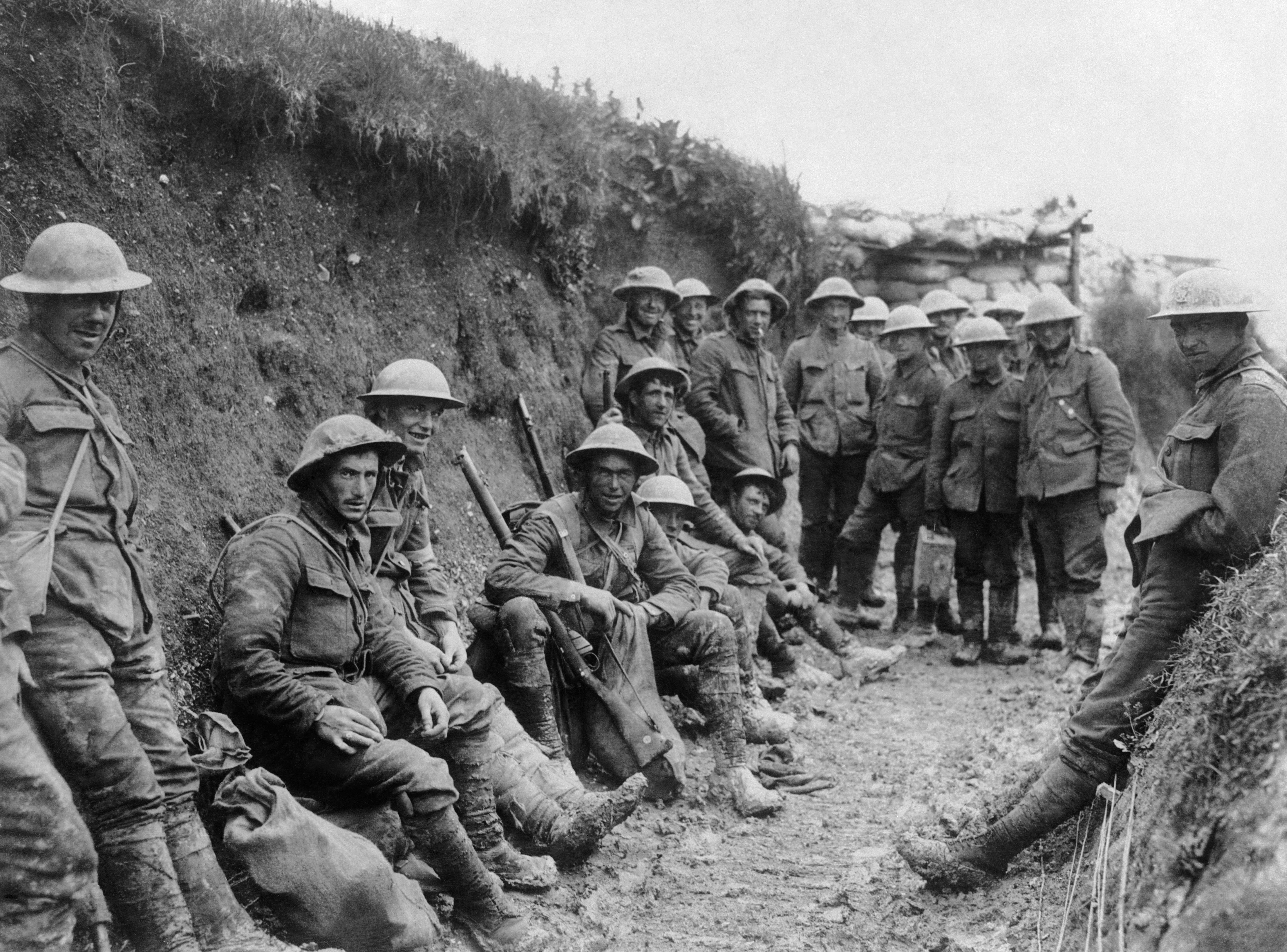
slaget vid Somme

- 1 augusti – Fredsdemonstrationer i Sverige på tvåårsdagen av krigsutbrottet [5].
- 27 augusti – Bulgarien inträder i kriget på ententens sida [7].
- 29 augusti
  - Erich von Falkenhayn får sparken från jobbet som Tysklands överbefälhavare och ersätts av Paul von Hindenburg [4].
  - Det finländska ångfartyget Wellamo torpederas och båttrafiken mellan Sverige och Finland stoppas helt [5].
- Augusti
  - Storbritannien förbjuder all export till Sverige.
  - Rumänien inträder i första världskriget på Rysslands sida.

### September
- 1 september – Bulgarien förklarar krig mot Rumänien [7].
- 3 september – Tyskarna slås tillbaka i slaget vid Verdun [7].
- 15 september
  - Stridsvagnar ("Tanks") används för första gången av britterna vid slaget vid Somme [4].
  - Sveriges första och enda konstslöjdmuseum, Röhsska museet i Göteborg, öppnas.
- 28 september – Den svenska Folkhushållningskommissionen inrättas för ransoneringen av livsmedel [5]. Privata sockerlager över elva kilo per person beslagtas.
- 30 september – Thorvald Stauning blir medlem av den danska samlingsregeringen och därmed Nordens förste socialdemokratiske minister [4].

### Oktober
- 8 oktober – Sverige vinner för första gången över Danmark i fotboll, 4-0 på Stockholms stadion [4].
- 31 oktober – Den svenska livsmedelsransoneringen inleds med statliga folkhushållningskommissionens ransonering av socker [4]; man får ett kilo per månad.

### November

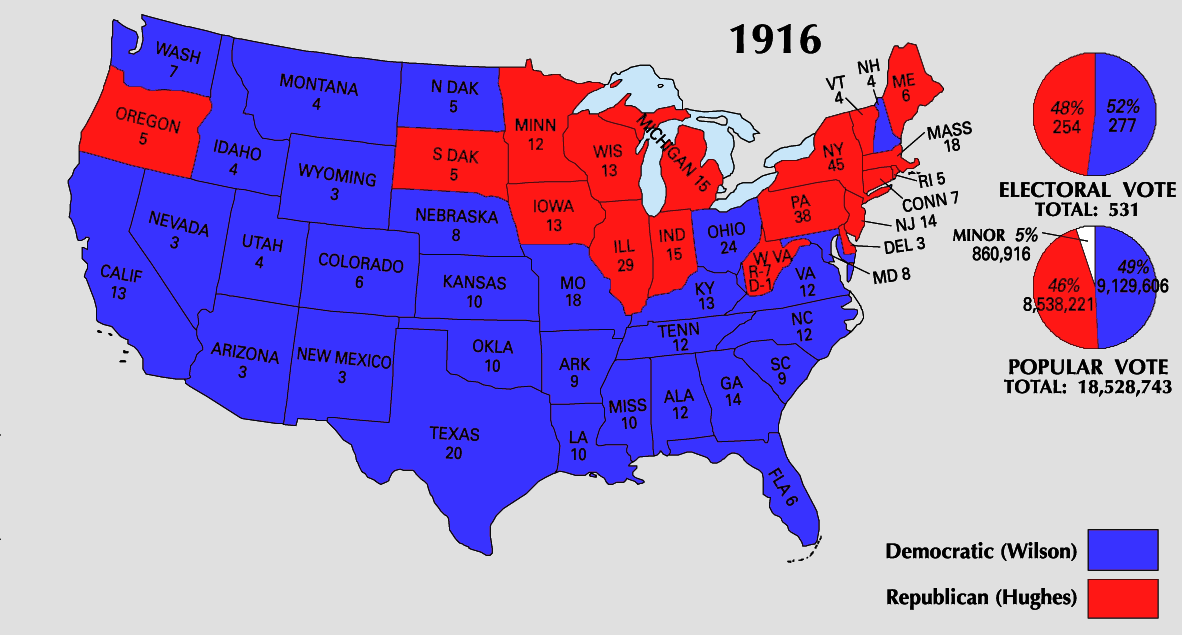
Presidentval i USA.

- 3 november – Qatar ställs under brittiskt beskydd [8].
- 5 november – Det självständiga Kungariket Polen utropas på tyskt och österrikiskt initiativ [4].
- 7 november
  - Demokraten Woodrow Wilson besegrar republikanen Charles Evans Hughes vid presidentvalet i USA.
  - Jeannette Rankin från Montana blir första kvinna att väljas in i USA:s representanthus.
- 8 november – Slaget vid Somme avslutas till de allierades fördel.
- 13 november – Naturhistoriska riksmuseet i Stockholm öppnas [4].
- 21 november – Kejsar Karl blir kejsare av Österrike-Ungern [4].
- 21 november - Titanics systerfartyg HMHS Britannic sjunker efter att ha kolliderat med en mina.
- 28 november – Offensiven vid Somme avbryts, nära 1,2 miljoner dödade [2].
- november – Nordiska kvinnosakskonferensen hålls i Stockholm och leder till bildandet av Nordiska kvinnosaksföreningars samorganisation.

### December
- 6 december – Tyska, österrikiska, turkiska och bulgariska trupper besätter Bukarest. Rumänien är besegrat [7].
- 10 december – Verner von Heidenstam, Sverige får nobelpriset i litteratur, men ingen nobelfest hålls [5].
- 15 december – Slaget vid Verdun avslutas utan att tyskarna har besegrat fransmännen, nära 700 000 döda [2].
- 29 december – Den ryske mystikern och helbrägdagöraren Grigorij Rasputin, tsarfamiljens rådgivare, mördas i Petrograd av en grupp sammansvurna adelsmän.

### Okänt datum
- USA skickar soldater till Kina för att stoppa upplopp på amerikansk egendom i Nanking [6].
- Trollhättan får stadsprivilegier.
- Trollhätte kanals tredje slussled invigs.
- Grönköpings Veckoblad bryts loss från Söndags-Nisse och blir en egen tidning.
- Bestyrelsen för Svenska Flaggans Dag bildas för att göra 6 juni till svensk nationaldag.
- Ett konsortium för främjandet av svensk-ryska handelsförbindelser bildas.
- En svensk dyrtidskongress organiseras av socialdemokraterna, LO och KF i protest mot de ökande levnadsomkostnaderna.
- Ryssarna militariserar Åland, vilket väcker irritation inom den svenska riksdagen och pressen.
- De krigförande makternas ubåtar förbjuds använda svenska farvatten.
- Göteborgs Nya Verkstad ombildas till Götaverken.
- En inskränkningslag antas och förbjuder utländska bolag att äga mark och gruvor samt begränsar utländskt ägande i svenska bolag.
- Sveriges äldsta investmentbolag, Investor, bildas av Stockholms Enskilda Bank.
- AB Chokladfabriken Marabou grundas.
- Lorensbergsteatern i Göteborg invigs med August Strindbergs Ett drömspel [5] i regi av Mauritz Stiller. Teatern är Nordens modernaste med Sveriges första vridscen, rundhorisont och ett avancerat belysningssystem.
- AB Spetsbergens Svenska Kolfält bildas för att handha de svenska kolgruvorna på Spetsbergen.
- I en kungörelse bestämmer den svenska riksdagen att samebarn, som går i så kallade nomadskolor, skall bo och utspisas i kåtor av trä. Anledningen är, att de inte skall förlora sin "lappskhet" och bli alltför lika andra svenskar.
- De dittills ganska dåliga svenska emigrantskeppen till USA ersätts av Broströmskoncernens nya vita bekväma fartyg.
- USA intervenerar i Dominikanska Republiken. I november har amerikanska marinen helt övertagit styret i landet.
- I Sverige menar Folkskoleöverstyrelsen att varje skolbarn i Sverige bör läkarundersökas minst två gånger under sin skoltid (förutom vid sjukdom).
- Det amerikanska flygplanstillverkarföretaget Boeing grundas.
- Allmänna smörgårdsbordet i Sverige dras in [5].
- Sprit serveras bara om man beställer lagad för minst 1 SEK i Sverige [5].
- I Sverige beslagtas privata sockerlager större än 11 kilo per person [5].
- Sveriges regering protesterar mot att tre svenska timmerångbåtar sänkts av tysk ubåt [5].
- På grund av råvarubrist i Sverige förses tändsticksaskar med plån bara på ena sidan [5].
- Världens första spelfilm med homoerotiskt motiv har premiär och heter "Vingarne". Med denna får homosexualiteten ett ansikte.[9]
- KF:s första storförening Konsum Stockholm bildas [10].
- Naima Wifstrand spelar huvudrollen i operetten "Czardasfurstinnan" [11].

## Födda

### Första kvartalet

#### Januari
- 2 januari – Ingemar Holde, svensk skådespelare. (död 1982)
- 3 januari – Kerstin Berger, svensk skådespelare. (död 2003)
- 7 januari – Elena Ceaușescu, rumänsk politiker, gift med Nicolae Ceaușescu. (död 1989)
- 10 januari – Sune Bergström, svensk biokemist, professor, nobelpristagare. (död 2004)
- 12 januari – Pieter Willem Botha, sydafrikansk politiker, premiärminister 1978–1984, president 1984–1989. (död 2006)
- 14 januari – Claes Thelander, svensk skådespelare. (död 1999)
- 17 januari – Edwin B. Forsythe, amerikansk republikansk politiker, kongressledamot 1970–1984. (död 1984)
- 25 januari – Jörgen Westerståhl, svensk statsvetare, dotterson till Hjalmar Branting. (död 2006)
- 27 januari – Stjepan Filipović, jugoslavisk kommunist och partisan. (död 1942)
- 31 januari
  - Yrjö Aaltonen, finländsk regissör och filmfotograf. (död 1979)
  - Sangoulé Lamizana, president i Övre Volta, nuvarande Burkina Faso 1966–1980. (död 2005)

#### Februari
- 2 februari – Dasarath Deb, indisk politiker, chefsminister i Tripura 1993–1998. (död 1998)
- 3 februari – Margareta Kjellberg, svensk vissångerska och historieberättare. (död 2005)
- 7 februari – Floyd K. Haskell, amerikansk demokratisk politiker, senator 1973–1979. (död 1998)
- 9 februari – Helmer Linderholm, svensk författare. (död 1982)
- 14 februari – C. William O'Neill, amerikansk republikansk politiker och jurist, guvernör i Ohio 1957–1959. (död 1978)
- 16 februari – Ivar Rydén, svensk sångare. (död 2006)
- 17 februari – Raf Vallone, italiensk skådespelare. (död 2002)
- 20 februari – Mia Čorak Slavenska, kroatisk ballerina. (död 2002)
- 28 februari – Svend Asmussen, dansk kompositör, kapellmästare och jazzmusiker (violin). (död 2017)
- 29 februari – Dinah Shore, amerikansk sångerska. (död 1994)

#### Mars
- 3 mars – Paul Halmos, ungersk-amerikansk matematiker. (död 2006)
- 9 mars – Elvis Stahr, amerikansk miljöaktivist och politiker, USA:s arméminister 1961–1962. (död 1998)
- 11 mars – Harold Wilson, brittisk premiärminister 1964–1970 och 1974–1976. (död 1995)
- 13 mars – Lindy Boggs, amerikansk demokratisk politiker och diplomat, kongressledamot 1973–1991. (död 2013)
- 15 mars – Harry James, amerikansk trumpetare och orkesterledare. (död 1983)
- 29 mars – Eugene McCarthy, amerikansk demokratisk politiker, senator 1959–1971. (död 2005)

### Andra kvartalet

#### April
- 2 april – Oleg Lundstrem, sovjetisk dirigent och jazzmusiker. (död 2005)
- 5 april – Gregory Peck, amerikansk skådespelare. (död 2003)
- 7 april – Anders Ek, svensk skådespelare. (död 1979)
- 12 april – Alfie Bass, brittisk skådespelare. (död 1987)
- 13 april – Karin Lannby, svensk skådespelare. (död 2007)
- 17 april – Olof Johansson, svensk kompositör och musiker (dragspel). (död 2007)
- 22 april – Sir Yehudi Menuhin, amerikansk-brittisk violinist. (död 1999)
- 27 april – Bengt Häger, svensk professor. (död 2011)
- 28 april – Rune Lindström, svensk manusförfattare och skådespelare. (död 1973)
- 30 april – Claude Shannon, amerikansk ingenjör, grundlade den moderna kommunikationsteorin och informationsteorin. (död 2001)

#### Maj
- 1 maj – Glenn Ford, amerikansk skådespelare. (död 2006)
- 4 maj – Jane Jacobs, amerikansk författare samt arkitektur- och stadsplaneringskritiker. (död 2006)
- 5 maj – Zail Singh, president i Indien 1982–1987. (död 1994)
- 6 maj – Sif Ruud, svensk skådespelare[5]. (död 2011)
- 7 maj – Tore Wretman, svensk hovtraktör. (död 2003)
- 8 maj
  - Swami Chinmayananda, indisk guru. (död 1993)
  - João Havelange, brasiliansk ordförande i det internationella fotbollsförbundet, Fifa. (död 2016)
- 11 maj – Camilo José Cela, spansk författare. (död 2002)
- 17 maj – Lenka Reinerová, tjeckisk författare. (död 2008)
- 21 maj – Vladimir Rolović, jugoslavisk politiker och diplomat. (död 1971)
- 26 maj – Moondog, pseudonym för Louis Thomas Hardin, amerikansk kompositör. (död 1999)

#### Juni
- 2 juni – William R. Laird, amerikansk demokratisk politiker och advokat, senator 1956. (död 1974)
- 6 juni
  - Hamani Diori, nigersk politiker, president 1960–1974. (död 1989)
  - Jack Miller, amerikansk republikansk politiker och jurist, senator 1961–1973. (död 1994)
- 8 juni – Sir Francis Crick, brittisk forskare, DNA-spiralens upptäckare. (död 2004)
- 9 juni – Robert McNamara, amerikansk affärsman och politiker, försvarsminister 1961–1968, ledare för Världsbanken 1968–1981. (död 2009)
- 12 juni – Ulla Isaksson, svensk författare och manusförfattare. (död 2000)
- 14 juni
  - Dorothy McGuire, amerikansk skådespelare. (död 2001)
  - Georg Henrik von Wright, finlandssvensk filosof. (död 2003)
- 24 juni – William B. Saxbe, amerikansk republikansk politiker,  USA:s justitieminister 1974–1975. (död 2010)
- 28 juni – Olle Björklund, svensk skådespelare och TV-reporter. (död 1981)

### Tredje kvartalet

#### Juli
- 1 juli – Olivia de Havilland, amerikansk skådespelare. (död 2020)
- 6 juli – Unica Zürn, tysk surrealistisk författare och konstnär. (död 1970)
- 9 juli – Edward Heath, brittisk politiker, premiärminister 1970–1974. (död 2005)
- 11 juli
  - George Fant, svensk skådespelare. (död 1998)
  - Reg Varney, brittisk skådespelare. (död 2008)
- 13 juli – Helmer Furuholm, svensk författare. (död 1997)
- 16 juli – Gunnar Wersén, svensk sångtextförfattare, dramatiker och radioman. (död 1977)
- 22 juli – Marcel Cerdan, fransk proffsboxare, världsmästare i mellanvikt 1948-1949. (död 1949)
- 27 juli
  - Asfaw Wossen, Etiopiens kejsare på papperet 1975–1976. (död 1997)
  - Keenan Wynn, amerikansk skådespelare. (död 1986)
- 30 juli – Sven Björkman, svensk skådespelare, författare, kåsör, manusförfattare, kompositör, sångtextförfattare. (död 1967)

#### Augusti
- 5 augusti – K.W. Gullers, svensk fotograf[5]. (död 1998)
- 7 augusti – Majken Torkeli, svensk skådespelare och författare. (död 2013)
- 8 augusti – Stig Rybrant, svensk musiker (piano), kapellmästare, musikarrangör och kompositör. (död 1985)
- 10 augusti – Hubert Maga, president i Republiken Dahomey, nuvarande Benin 1960–1963 och 1970–1972. (död 2000)
- 21 augusti – Ingrid Vang Nyman, dansk illustratör. (död 1959)
- 24 augusti
  - Léo Ferré, fransk poet och sångare. (död 1993)
  - Gunnar Lindkvist, svensk skådespelare och revyartist. (död 1990)
- 25 augusti – Van Johnson, amerikansk skådespelare. (död 2008)
- 27 augusti – Ingvar Hellberg, svensk kompositör och textförfattare. (död 2005)
- 28 augusti – Jack Vance, amerikansk science fiction–författare. (död 2013)
- 30 augusti – Johan A. Olsson, svensk fabrikör och politiker. (död 2009)

#### September
- 13 september – Roald Dahl, brittisk författare. (död 1990)
- 14 september – Erik Dahmén, professor i nationalekonomi. (död 2005)
- 18 september
  - Rossano Brazzi, italiensk skådespelare. (död 1994)
  - Birger Lundqvist, svensk författare. (död 2004)
  - Sylva Åkesson, svensk skådespelare. (död 2021)
- 20 september – Rudolf-August Oetker, tysk företagsledare. (död 2007)
- 21 september
  - Marianne Aminoff, svensk skådespelare. (död 1984)
  - Zinovy Gerdt, sovjetisk skådespelare. (död 1996)
- 23 september – Aldo Moro, italiensk politiker, premiärminister. (död 1978)
- 24 september – Anne-Marie Brunius, svensk skådespelare. (död 2002)
- 28 september – Olga Lepesjinskaja, rysk ballerina och balettlärare. (död 2008)
- 30 september – Roland Bengtsson, svensk kompositör, kammarmusiker och musiker (gitarrist). (död 2005)

### Fjärde kvartalet

#### Oktober
- 2 oktober – Sten Sundfeldt, svensk diplomat. (död 1994)
- 3 oktober
  - James Herriot, brittisk veterinär och författare. (död 1995)
  - Knut Wigert, norsk skådespelare. (död 2006)
- 4 oktober – George Sidney, amerikansk filmregissör och filmproducent. (död 2002)
- 6 oktober – Carl Fredrik Meinander, finländsk arkeolog. (död 2004)
- 18 oktober – Anthony Dawson, amerikansk skådespelare. (död 1992)
- 19 oktober – Karl-Birger Blomdahl, svensk tonsättare[5]. (död 1968)
- 26 oktober
  - Wolf Kaiser, tysk skådespelare. (död 1992)
  - François Mitterrand, fransk politiker, Frankrikes president 1981–1995. (död 1996)
- 30 oktober – Charles E. Potter, amerikansk republikansk politiker, senator 1952–1959. (död 1979)
- 31 oktober – Carl Johan Bernadotte, svensk prins, son till Gustaf VI Adolf och Margareta av Connaught. (död 2012)

#### November
- 5 november – Willoughby Gray, brittisk skådespelare. (död 1993)
- 8 november – Peter Weiss, tysk konstnär och författare verksam i Sverige[5]. (död 1982)
- 17 november – Shelby Foote, amerikansk historiker och författare. (död 2005)
- 19 november – Albino Pierro, italiensk poet. (död 1995)
- 20 november – Evelyn Keyes, amerikansk skådespelare. (död 2008)
- 27 november – John Padovano, amerikansk skådespelare och filmproducent. (död 1973)
- 29 november – John Arthur Love, amerikansk republikansk politiker, guvernör i Colorado 1963–1973. (död 2002)

#### December
- 5 december – Agneta Prytz, svensk skådespelare och dansare. (död 2008)
- 6 december – Kristján Eldjárn, Islands president 1968–1980. (död 1982)
- 9 december – Kirk Douglas, amerikansk skådespelare. (död 2020)
- 14 december – Axel Jansson, svensk politiker (vänsterpartist) och redaktör. (död 1968)
- 16 december – Birgitta Valberg, svensk skådespelare. (död 2014)
- 18 december – Betty Grable, amerikansk skådespelare. (död 1973)
- 30 december – Georg Årlin, svensk skådespelare och regissör. (död 1992)

## Avlidna

### Första kvartalet

#### Januari
- 7 januari – Oskar Gripenberg, 77, finländsk militär.
- 8 januari – Carl Hellström, 74, svensk militär, målare, skämttecknare och grafiker.
- 22 januari – Iwan Knorr, 63, tysk kompositör.
- 26 januari – Franz von Schönaich, 71, österrikisk militär.
- 30 januari – Sir Clements Markham, 85, brittisk upptäcktsresande och geograf.

#### Februari
- 2 februari – Adolf Ahlsell, 71, svensk ingenjör.
- 19 februari – Ernst Mach, 78, österrikisk fysiker.
- 22 februari – John G. Otis, 78, amerikansk politiker, kongressledamot 1891–1893.
- 28 februari – Henry James, 72, amerikansk-brittisk författare.

#### Mars
- 2 mars – Elisabet av Wied, 72, rumänsk drottning och författare.
- 4 mars – Franz Marc, 36, tysk konstnär.
- 11 mars – Henry G. Davis, 92, amerikansk demokratisk politiker och affärsman, senator 1871–1883.
- 14 mars – Benjamin F. Shively, 58, amerikansk politiker, senator 1909–1916.
- 21 mars – Cole Younger, 72, amerikansk bankrånare, medlem i James Younger-ligan.

### Andra kvartalet

#### April
- 4 april – Albert Atterberg, 70, svensk kemist och jordbruksforskare.
- 5 april – Maksim Kovalevskij, 64, rysk historiker och sociolog.
- 8 april – Bernhard Irrgang, 46, tysk kompositör och organist.
- 9 april – Wilhelm Sauer, 85, tysk orgelbyggare.
- 10 april – Pavel Pleve, 65, rysk militär.
- 15 april – Auguste Barth, 81, fransk indolog.

#### Maj
- 4 maj – Joseph Mary Plunkett, 28, irländsk poet och revolutionär.
- 11 maj – Max Reger, 43, tysk organist och tonsättare.
- 13 maj – Sholem Aleichem, 57, ukrainsk rabbi och författare, förlagan till Spelman på taket.
- 21 maj – Artúr Görgey, 98, ungersk militär och överbefälhavare för den ungerska upprorshären 1848-49.
- 31 maj – Gorch Fock, 35, tysk författare och besättningsman.

#### Juni
- 16 juni – Edwin C. Burleigh, 72, amerikansk republikansk politiker, senator 1913–1916.
- 25 juni – Thomas Eakins, 71, amerikansk målare.
- 29 juni – Ernst Immanuel Bekker, 88, tysk jurist.

### Tredje kvartalet

#### Juli
- 15 juli – Hunter H. Moss, 42, amerikansk republikansk politiker, kongressledamot 1913–1916.
- 23 juli
  - Thomas M. Patterson, 76, irländsk-amerikansk politiker.
  - Sir William Ramsay, 63, brittisk kemist, nobelpristagare.
  - Adolf Weil, 68, tysk invärtesläkare.
- 30 juli – Albert Neisser, 61, tysk läkare.

#### Augusti
- 9 augusti – John Mellen Thurston, 68, amerikansk republikansk politiker, senator 1895–1901.
- 10 augusti – Karl Westerström, 35, svensk godsägare och politiker (högern).
- 16 augusti – Umberto Boccioni, 33, italiensk futurist, målare och skulptör.

#### September
- 12 september – Bernhard Riedel, 69, tysk kirurg.
- 15 september – Julius Fučík, 44, tjeckisk kompositör.
- 17 september – Seth Low, 66, amerikansk politiker.

### Fjärde kvartalet

#### Oktober
- 1 oktober – James Paul Clarke, 62, amerikansk demokratisk politiker, senator 1903–1916.
- 10 oktober – Antonio Sant'Elia, 28, italiensk arkitekt.
- 29 oktober – John S. Little, 61, amerikansk demokratisk politiker.

#### November
- 13 november – Percival Lowell, 61, amerikansk amatörastronom.
- 21 november – Frans Josef, 86, kejsare av Österrike i 68 år och konung av Ungern (och därmed av Dubbelmonarkin) i 48 år.
- 22 november – Jack London, 40, amerikansk författare.
- 24 november – Sir Hiram Maxim, 76, amerikansk-brittisk uppfinnare.

#### December
- 1 december – Charles de Foucauld, 58, fransk romersk-katolsk präst, eremit och ordensgrundare, saligförklarad.
- 5 december – Augusta av Cambridge, 94, medlem av det brittiska kungahuset.
- 6 december – Signe Hornborg, 54, finländsk arkitekt.
- 10 december – Oyama Iwao, 74, japansk furste och fältherre, samt en av den Kejserliga japanska arméns grundare.
- 30 december – Grigorij Rasputin, 47, rysk mystiker (mördad)[2].

## Nobelpris[12]
- Fysik – Inget pris utdelades
- Kemi – Inget pris utdelades
- Medicin – Inget pris utdelades
- Litteratur – Verner von Heidenstam, Sverige
- Fred – Inget pris utdelades

### Fotnoter
1. ↑  ”FOA – 1916”. http://www.foa.dk/Forbund/Om-FOA/FOAs-historie/1910erne/HF%20akasse%20statsanerkendt.
2. 1 2 3 4 5 6 7  100 år med Aftonbladet – 1916, 1999
3. 1 2 3 4 5 6  Sverige 1900-talet – 1916, NE, Bra Böcker, 2000
4. 1 2 3 4 5 6 7 8 9 10 11 12 13 14 15 16 17 18 19  20:e århundrades När Var Hur – 1916, Bernt Himmelstedt, Forum, 1999
5. 1 2 3 4 5 6 7 8 9 10 11 12 13 14 15 16 17 18 19 20  Hundra år i Sverige – 1916, Hans Dahlberg, Albert Bonniers, 1999
6. 1 2  ”USA:s militära insatser i utlandet”. Arkiverad från originalet den 9 december 2013. https://web.archive.org/web/20131209174005/http://www.history.navy.mil/library/online/forces.htm. Läst 31 januari 2011.
7. 1 2 3 4  Faktakalendern 2000 – 1916 (Utlandet) , Semic, 1999
8. ↑  ”World Statesmen”. http://www.worldstatesmen.org/Qatar.htm.
9. ↑  Sverige 1900-talet – Är du likaberättigad, lilla vän?, NE, Bra Böcker, 2000
10. ↑  Sverige 1900-talet – KF en folkrörelse med ideal, NE, Bra Böcker, 2000
11. ↑  75 år Sverige, Carl-Adam Nycop, Bokförlaget Bra böcker, 1976, sidan 56 – Naima Wifstrand som Czardasfurstinnan
12. ↑  ”Nobelpriset”. https://www.nobelprize.org/prizes/lists/all-nobel-prizes/. Läst 10 april 2011.